# Tetsuhiko Asai
Tetsuhiko Asai (Ehime, 7 juin 1935 - Tokyo, 15 août 2006) est un des maîtres de karaté les plus importants, ancien chargé de procédure au sein de la JKA (Association de Karaté du Japon), fondateur et chef instructeur de l'IJKA (Asai-Ryu Arts Martiaux Karaté du Japon International) et de la JKS (Shotorenmei Karate Japon).

## Biographie
Asai est né le 7 juin 1935 dans la préfecture d'Ehime (île Shikoku) au Japon. Il est l'aîné d'une fratrie de sept enfants. En tant que garçon, il s'entraînait au sumo. En plus, son père (policier) lui enseigne le judo, le kendō, et le sojutsu. Quand il a 12 ans, il est témoin d'un combat entre un boxeur et un karatéka ; le combattant de karaté est capable de rendre inopérant le boxeur avec ses coups de pied, et Asai est impressionné.
En 1958, il obtient son diplôme à l'université de Takushoku, où il s'entraîne au karaté sous l'autorité de Gichin Funakoshi, Masatoshi Nakayama, et Teruyuki Okazaki. Il s'entraîne dur et il est autorisé à dormir dans le dortoir des karatékas. Sur les recommandations de Nakayama, il intègre le programme d'entraînement pour devenir instructeur JKA et il obtient son diplôme trois ans plus tard. Asai remporte le championnat kumite JKA en 1961, et kata en 1963. Il est champion toutes catégories JKA en 1961, d'abord en kumite, puis en kata. 
Asai devient aussi le premier instructeur à introduire le karaté à Taïwan. Au cours de la seconde moitié des années 60, il enseigne le karaté à Hawaï pendant cinq ans, avec ses étudiants incluant Kenneth Funakoshi (le 4e cousin de Gichin Funakoshi).
Au fil des années, il progresse au sein de la JKA, et devient chargé de la procédure. À la suite du décès de Nakayama, la JKA doit surmonter une période de trouble politique et de division ; Asai et ses collègues (incluant Keigo Abe et Mikio Yahara) forment un groupe, tandis que Nakahara Nobuyuki et ses collègues en forment un autre - qui en 1999 est officiellement reconnu en tant que JKA. En 2000, il fonde l'IJKA et la JKS. Hormis le fait qu'il est 9e dan de Karaté Shotokan, il détient également un rang de 3e dan de jōdō, 2e dan de judo, 2e dan de jukendo et 2e dan de kendo.
Sur ce qui reflète des relations entre les instructeurs JKA qui ont obtenu leurs diplômes à l'université de Takushoku, Asai dit : « De nos jours, nous en obtenons de belles, contrairement à nos positions officielles et fédérations. En disant ça, certains d'entre nous ne le diront pas, mais n'est-ce pas ça la vie ? ... Je suis heureux de dire que la plupart de ces rivalités encrées se sont envolées avec mes pairs. Je pense que le passage d'Enoeda, de Kase, de Tabata et de Shoji et de bien d'autres ont ramené la plupart d'entre nous à la réalité. Bien sûr, ça ne se limite pas à l'université Tokushoku, mais ça concerne tous ceux d'entre nous, pionniers du karaté international qui commençons à vraiment vieillir » [réf. nécessaire]
Son état de santé se détériore avec l'âge, et il subit une exérèse du foie le 10 février 2006. il meurt à 2 h 30 le 15 août 2006, laissant derrière lui sa femme Keiko Asai, et sa fille Hoshimi Asai. Plus de 2 000 personnes participent à ses funérailles qui ont lieu le 1er septembre 2006 au temple Gokokuji à Tokyo. 
Asai a reçu à titre posthume le titre de 10e dan de la JKS, et sa veuve lui succéda à sa place de président de l'IJKA.